# چمن‌چکاو لیلیان
چمن‌چکاو لیلیان (نام علمی: Sturnella magna lilianae) نام یک زیرگونه از سرده چمن‌چکاو است.